# San Bartolomé Tepetates
San Bartolomé Tepetates är en ort i Mexiko.   Den ligger i kommunen Tepeapulco och delstaten Hidalgo, i den sydöstra delen av landet, 70 km nordost om huvudstaden Mexico City. San Bartolomé Tepetates ligger 2 525 meter över havet och antalet invånare är 937.
Terrängen runt San Bartolomé Tepetates är kuperad norrut, men söderut är den platt. Runt San Bartolomé Tepetates är det ganska glesbefolkat, med 47 invånare per kvadratkilometer. Närmaste större samhälle är Ciudad Sahagun, 4,2 km norr om San Bartolomé Tepetates. Trakten runt San Bartolomé Tepetates består till största delen av jordbruksmark.